# نهال ناجی علی العولقی

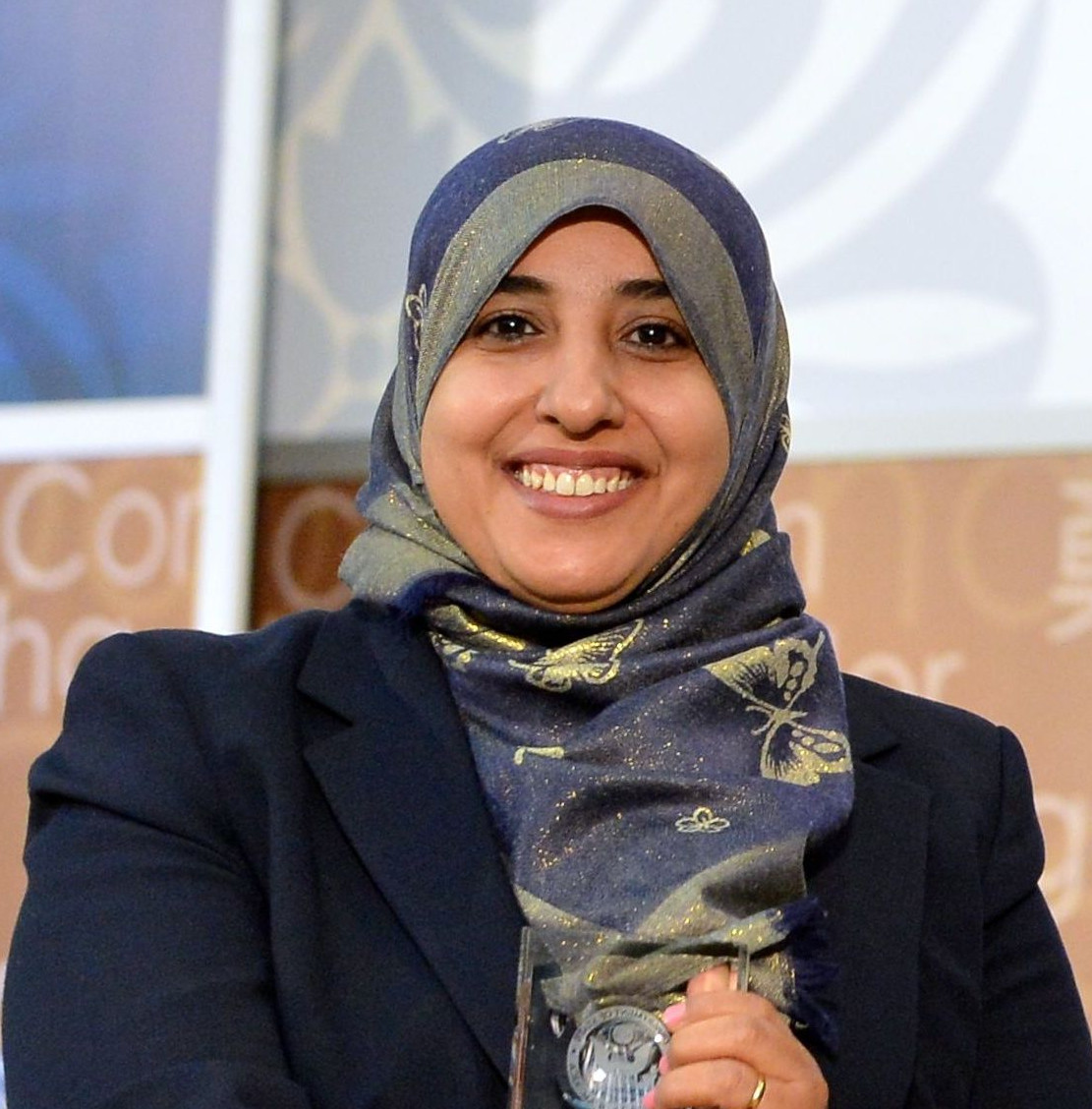
عکسی از نهال.

نهال ناجی علی صالح العولقی فردی یمنی است که در ژانویه ۲۰۱۶ به وزارت امور حقوقی کشورش منسوب شد. قبل از این نیز از نویسندگان پیش‌نویس قانون اساسی و حامی حقوق زنان بوده‌است. او همچنین به عنوان یک مشاور حقوقی به مرکز آموزش زنان در دانشگاه عدن کمک می‌کند.
او در سال ۲۰۱۶ جایزه بین‌المللی زنان شجاع را برنده شد.